# Ivan Parík
Ivan Parík (* 17. August 1936 in Bratislava; † 2. März 2005 ebenda) war ein slowakischer Komponist.

## Leben
Parík studierte von 1953 bis 1958 am Konservatorium seiner Geburtsstadt Komposition bei Andrej Očenáš und Dirigieren bei Kornel Schimpl und bis 1962 an der Hochschule für Musische Künste Bratislava (VŠMU) bei Alexander Moyzes und Ján Cikker. Von 1959 bis 1962 war er Dramaturg beim Tschechoslowakischen Fernsehen in Bratislava, danach wirkte er bis 1997 als Lehrer für Musiktheorie und Komposition, von 1994 bis 1996 auch als Rektor an der Hochschule für Musische Künste.
Er komponierte zwei Ballette, ein Orchestervorspiel, ein Requiem für Kammerorchester, ein Stabat mater für Tenor und Orchester, eine Turmmusik für Bläser, zwei Reproduktionssysteme und Glocken, eine elektronische Collage und weitere elektronische Kompositionen sowie Werke in kammermusikalischer Besetzung.